# Atletik under sommer-OL 2024 - trespring (herrer)
Herrernes trespring ved Sommer-OL 2024 blev afholdt i Paris, Frankrig, den 7. og 9. august 2024. Det var 30. gang, at begivenheden blev konkurreret ved Sommer-OL.

## Resultater

### Kvalifikation
Kvalifikationen er planlagt til at blive afholdt den 7. august med start kl. 19:15 (UTC+2) om morgenen. 32 atleter kvalificerede sig til første runde efter kvalifikationstid eller verdensrangering. Progressionsregler: Kvalificerende præstation 17.10 (Q) eller mindst 12 bedst præsterende (q) går videre til finalen.
| Rangering | Gruppe | Atlet                | Nation       | 1     | 2     | 3     | Distance | Noter |
| --------- | ------ | -------------------- | ------------ | ----- | ----- | ----- | -------- | ----- |
| 1         | B      | Pedro Pichardo       | Portugal     | 17.44 | —     | —     | 17.44    | Q     |
| 2         | A      | Jordan Díaz          | Spanien      | 17.24 | —     | —     | 17.24    | Q     |
| 3         | B      | Salif Mane           | USA          | 17.16 | —     | —     | 17.16    | Q     |
| 3         | A      | Hugues Fabrice Zango | Burkina Faso | 17.16 | —     | —     | 17.16    | Q     |
| 5         | A      | Almir dos Santos     | Brasilien    | x     | 17.06 | x     | 17.06    | q     |
| 6         | B      | Jaydon Hibbert       | Jamaica      | 16.99 | 16.95 | x     | 16.99    | q     |
| 7         | B      | Max Heß              | Tyskland     | x     | 16.98 | 16.67 | 16.98    | q     |
| 8         | B      | Zhu Yaming           | Kina         | 16.47 | 16.91 | 16.66 | 16.91    | q     |
| 9         | A      | Yasser Triki         | Algeriet     | x     | 16.85 | 16.77 | 16.85    | q     |
| 10        | B      | Connor Murphy        | Australien   | 16.80 | 16.49 | 16.58 | 16.80    | q     |
| 11        | B      | Lázaro Martínez      | Cuba         | 16.79 | 16.79 | 16.71 | 16.79    | q     |
| 12        | A      | Andy Díaz            | Italien      | x     | 16.79 | 16.69 | 16.79    | q     |
| 13        | A      | Jean-Marc Pontvianne | Frankrig     | x     | 16.79 | x     | 16.79    |       |
| 14        | A      | Donald Scott         | USA          | 16.58 | 16.77 | 16.74 | 16.77    |       |
| 15        | B      | Thomas Gogois        | Frankrig     | 16.67 | 14.63 | 16.77 | 16.77    |       |
| 16        | B      | Su Wen               | Kina         | 16.21 | 16.70 | x     | 16.70    |       |
| 17        | A      | Andy Hechavarría     | Cuba         | x     | 15.86 | 16.70 | 16.70    |       |
| 18        | B      | Cristian Nápoles     | Cuba         | 16.28 | 16.67 | 16.39 | 16.67    |       |
| 19        | B      | Andrea Dallavalle    | Italien      | 16.65 | 13.44 | 16.48 | 16.65    |       |
| 20        | B      | Emmanuel Ihemeje     | Italien      | 16.39 | 15.65 | 16.50 | 16.50    |       |
| 21        | B      | Abdulla Aboobacker   | Indien       | 15.99 | 16.19 | 16.49 | 16.49    |       |
| 22        | B      | Russell Robinson     | USA          | 16.47 | 16.37 | 16.21 | 16.47    |       |
| 23        | B      | Geiner Moreno        | Colombia     | 16.32 | 15.88 | 16.40 | 16.40    |       |
| 24        | A      | Jordan Scott         | Jamaica      | x     | 16.36 | 15.97 | 16.36    |       |
| 25        | A      | Tiago Pereira        | Portugal     | 15.84 | 15.96 | 16.36 | 16.36    |       |
| 26        | A      | Kim Jang-woo         | Sydkorea     | 15.66 | 16.14 | 16.31 | 16.31    |       |
| 27        | A      | Praveen Chithravel   | Indien       | 15.99 | 16.25 | 16.21 | 16.25    |       |
| 28        | A      | Jah-Nhai Perinchief  | Bermuda      | x     | 16.14 | 16.23 | 16.23    |       |
| 29        | A      | Leodan Torrealba     | Venezuela    | 16.18 | x     | 15.44 | 16.18    |       |
| 30        | A      | Ethan Olivier        | New Zealand  | 16.16 | 15.91 | 15.98 | 16.16    |       |
| 31        | A      | Fang Yaoqing         | Kina         | x     | x     | 15.85 | 15.85    |       |
| 32        | B      | Necati Er            | Tyrkiet      | 13.65 | x     | x     | 13.65    |       |

### Finale
| Rangering                        | Atlet                | Nation       | 1     | 2     | 3     | 4               | 5               | 6               | Distance | Noter |
| -------------------------------- | -------------------- | ------------ | ----- | ----- | ----- | --------------- | --------------- | --------------- | -------- | ----- |
| 1                                | Jordan Díaz          | Spanien      | 17.86 | 17.64 | 17.85 | 17.84           | 17.25           | —               | 17.86    |       |
| 2. plads, sølvmedaljemodtager(e) | Pedro Pichardo       | Portugal     | 17.79 | 17.84 | x     | 17.52           | —               | 17.81           | 17.84    |       |
| 3                                | Andy Díaz            | Italien      | 17.63 | 17.33 | —     | —               | x               | 17.64           | 17.64    | SB    |
| 4                                | Jaydon Hibbert       | Jamaica      | 17.31 | 17.61 | 17.53 | x               | x               | —               | 17.61    |       |
| 5                                | Hugues Fabrice Zango | Burkina Faso | 17.43 | 16.14 | 17.25 | 16.05           | 17.50           | x               | 17.50    |       |
| 6                                | Salif Mane           | USA          | 17.28 | 16.63 | 17.02 | x               | 17.19           | 17.41           | 17.41    |       |
| 7                                | Max Heß              | Tyskland     | 16.50 | 16.92 | 17.38 | x               | x               | 17.07           | 17.38    | SB    |
| 8                                | Lázaro Martínez      | Cuba         | 17.00 | x     | 17.34 | 13.35           | x               | 16.63           | 17.34    | SB    |
| 9                                | Yasser Triki         | Algeriet     | x     | 17.05 | 17.22 | Gik ikke videre | Gik ikke videre | Gik ikke videre | 17.22    |       |
| 10                               | Zhu Yaming           | Kina         | x     | 16.76 | x     | Gik ikke videre | Gik ikke videre | Gik ikke videre | 16.76    |       |
| 11                               | Almir dos Santos     | Brasilien    | 16.41 | x     | 16.28 | Gik ikke videre | Gik ikke videre | Gik ikke videre | 16.41    |       |
| 12                               | Connor Murphy        | Australien   | 15.99 | 16.30 | 16.11 | Gik ikke videre | Gik ikke videre | Gik ikke videre | 16.30    |       |